# Средња пољопривредна школа са домом ученика (Шабац)
Средња пољопривредна школа са домом ученика једна је од средњих школа у Шапцу. Налази се у улици Војводе Путника 58.

## Историјат
Ратарска школа у Шапцу основана је 1907. године, претеча је данашње Средње пољопривредне школе са домом ученика. Броји око 550 ученика и сто запослених. Садржи осамдесет хектара обрадиве површине, учионице, фарму говеда и свиња, тринаест коња, стакленик, воћњак и пекару. Реконструкцијом старе зграде 2005. створени су услови за интернатски смештај. Дом за ученике има седамдесет места распоређених у двадесет соба. Године 2017. реконструисан је чардак и уређен кабинет за пољопривредне техничаре, као и винско–ракијски подрум.
Настава се одржава у две физички одвојене зграде удаљене двеста метара. У старој згради су кабинет за ветеринарску групу предмета и седам учионица опште намене. Нова зграда садржи кабинет физике и седам учионица опште намене, мултимедијалну учионицу и учионице за грађанско васпитање и православни катихизис. Два информатичка кабинета су у реновираним просторијама у поткровљу и располажу са тридесет и четири рачунара. Школска библиотека има фонд од 9438 књига и читаоницу са двадесет места. Направљена су четири падока: два мала за обуку у јахању и два велика за тренаж коња. Изграђен је овчарник, чуварска кућица и мали летњиковац. За слободан тов јунади испод сењака урађен је објекат за двадесет говеда. У приземљу нове зграде ради мини млекара и пекара. Урађен је мини зоо-врт, у којем се налазе боксеви и кавези за десетак врста животиња: кунићи, ламе, ној, срне, ракуни, папагаји, морски прасићи, паунови, јазавац, украсна живина, магаре, пони, патке и гуске. Изграђена је хала за јахање, површине 800m². 
Садрже образовне профиле за редовне ученике четвртог степена: Пољопривредни техничар, Прехрамбени техничар, Техничар хортикултуре, Ветеринарски техничар и Зоотехничар и трећег степена: Пекар, Месар, Прерађивач млека, Узгајивач спортских коња, Руковалац – Механичар пољопривредне технике и Цвећар – Вртлар.